# Pierre Charron
Pierre Charron (Parigi, 1541 – Parigi, 16 novembre 1603) è stato un filosofo e teologo francese, il cui pensiero si ricollega a quello di Montaigne, di cui fu amico.
È ricordato per la sua controversa forma di scetticismo e per la sua separazione dell'etica dalla religione come disciplina filosofica indipendente. Studiò diritto a La Sorbona, successivamente si trasferì a Bordeaux dove visse vent'anni.
Oltre ad opere minori, scrisse due testi di un certo rilievo Tre verità contro tutti gli atei, idolatri, giudei, maomettani (1593) e Della saggezza (1601) dal carattere quasi profano.

## Biografia
Figlio di un libraio, seguì i corsi di diritto a La Sorbona e successivamente esercitò per breve tempo l'avvocatura, che abbandonò per essere ordinato sacerdote. Intraprese in quel periodo lo studio della teologia, facendosi conoscere e apprezzare per la profondità del pensiero e la solida preparazione dottrinaria. Nella prima metà degli anni settanta del Cinquecento insegnò teologia prima a ad Agen e poi a Condom, dove acquistò una casa. Trasferitosi a Bordeaux, città nella quale visse per quasi vent'anni, conobbe Montaigne, legandosi a lui da profonda amicizia. Dopo un breve soggiorno a Cahors, chiamatovi dal vescovo per riorganizzare l'insegnamento della teologia nella propria diocesi, tornò a Parigi nel 1595, in qualità di rappresentante, presso il Parlamento, del clero d'Aquitania. Otto anni più tardi si spense nella capitale francese lasciando ogni suo avere in eredità al cognato del defunto Montaigne.

## Pensiero e opera

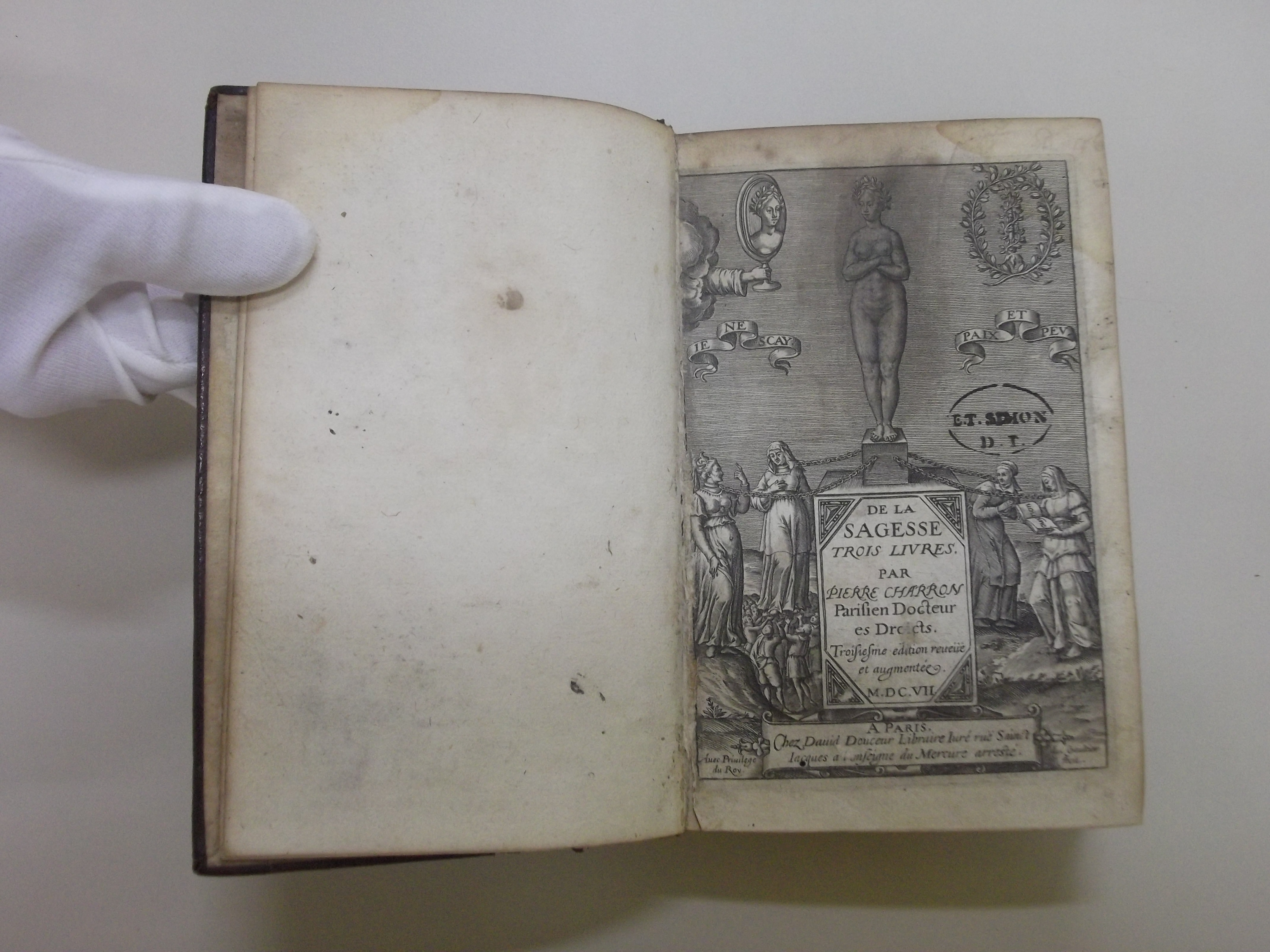
De la sagesse: trois livres / par Pierre Charron. – 3me ed. rev. et augm.– Paris: David Deuceur Libraire Iuré, 1607.

Scrisse due testi di un certo rilievo e alcune opere minori. Il primo Tre verità contro tutti gli atei, idolatri, giudei, maomettani, (nel francese del tempo, Trois veritez, e, in quello contemporaneo, Trois vérités), che vide la luce nel 1593 ha toni marcatamente apologetici, mentre il secondo, Della saggezza (in francese, De la sagesse) del 1601 ha un carattere quasi profano. Quest'ultimo, particolarmente influenzato dalle dottrine di Montaigne, è un'esaltazione del cattolicesimo illuminato e della tolleranza religiosa, con un chiaro invito, rivolto soprattutto ai propri compagni di fede, ad abbandonare credenze e atteggiamenti dogmatici. Solo così infatti ci si può aprire agli altri uomini, che seppur non cristiani obbediscono anch'essi alle leggi di natura, le quali hanno un respiro universale e affratellano tutti gli esseri umani fra di loro. Chi, indipendentemente dalla propria confessione religiosa, agisce secondo le leggi naturali e secondo i principi razionali e universali che da esse scaturiscono, agisce infatti in accordo con Dio e con la propria chiesa. Questa e non altra è la vera saggezza.
In Charron la saggezza, che trova le proprie basi nelle leggi della natura e in una ragione universale, non è vincolata ad alcun tipo di religione ma preesiste ad essa. Le credenze religiose, in particolare quelle cattoliche, si limiterebbero pertanto a confermare la validità delle fonti naturali suindicate, non a originarle. Tali postulati furono apertamente combattuti dai gesuiti, che accusarono il filosofo di eresia e sollecitarono ripetutamente, contro di lui, l'intervento delle autorità ecclesiastiche del tempo. La protezione di cui godette Charron da parte di alcuni alti prelati, fra cui il vescovo di Cahors gli permise tuttavia di passare indenne attraverso tali critiche e di morire serenamente a due anni di distanza dalla pubblicazione delle sue Trois vérités.
Citato da Cartesio in una lettera del 23 novembre 1646, gli viene rimproverato di attribuire, alla pari di Montaigne, l'intelletto alle bestie e di aver detto «che c'è più differenza tra uomo e uomo che tra uomo e bestia».